# Mark Butler
Mark Butler (ur. 8 lipca 1970 w Canberze) – australijski polityk, członek Australijskiej Partii Pracy (ALP). W latach 2011–2013 był członkiem gabinetu federalnego m.in. jako minister ds. zdrowia psychicznego i osób starszych oraz minister ds. przeciwdziałania wykluczeniu społecznemu.

## Życiorys
Jest absolwentem prawniczych studiów licencjackich na University of Adelaide oraz studiów magisterskich w dziedzinie stosunków międzynarodowych na Deakin University. Przed rozpoczęciem kariery politycznej przez 15 lat był etatowym pracownikiem jednej ze central związkowych w stanie Australia Południowa. W roku 2007 został wybrany do Izby Reprezentantów z okręgu wyborczego Port Adelaide, w barwach ALP.
W 2009 wszedł do rządu, na najniższy z trzech szczebli ministerialnych, sekretarza parlamentarnego, i zajmował się bieżącym reprezentowaniem w parlamencie resortu zdrowia. W 2010 został awansowany o szczebel wyżej, do tzw. outer ministry (jest to grupa polityków tytułowanych ministrami, lecz niewchodzących w skład gabinetu - ich pozycja jest porównywalna z polskimi wiceministrami), gdzie odpowiadał za kwestie zdrowia psychicznego i problemy osób starszych. W grudniu 2011 wszedł do drugiego gabinetu Julii Gillard, zachowując dotychczasowe portfolio, a dodatkowo otrzymując stanowiska ministra ds. przeciwdziałania wykluczeniu społecznemu oraz pełnomocnika premiera ds. reformy ochrony zdrowia psychicznego. Po dymisji premier Gillard pod koniec czerwca 2013 roku został członkiem drugiego gabinetu Kevina Rudda jako minister ds. zmian klimatycznych oraz minister środowiska i wody. Opuścił rząd we wrześniu 2013, kiedy to ALP przeszła do opozycji po przegranych wyborach.

### Życie prywatne
Jest żonaty i ma dwoje dzieci. W chwilach spędzanych poza stolicą federalną, mieszka na osiedlu Woodville w Adelaide.